# Bistum Kikwit
Das römisch-katholische Bistum Kikwit (lateinisch Dioecesis Kikuitensis, französisch Diocèse de Kikwit) liegt in der Kirchenprovinz von Kinshasa in der demokratischen Republik Kongo. Der Bischofssitz befindet sich in der Stadt Kikwit.
Es ist am 10. November 1959 aus dem Apostolischen Vikariat Kikwit hervorgegangen, dessen Ursprung in der 1893 errichteten Mission sui juris von Koango lag (1903 Apostolische Präfektur, 1928 Apostolisches Vikariat, seit 1955 unter dem Namen Kikwit).